# 安德鲁斯 (印第安纳州)
安德鲁斯（Andrews），为美国印第安纳州亨廷頓縣的一个城镇，位于该县西部。总面积1.71平方公里，总人口1,149（2010年）。